# El Tesorito
El Tesorito es un caserío rural de la comuna de Panguipulli, ubicado en el sector oeste de esta comuna.
Aquí se encuentra la Escuela Rural Alborada.

## Hidrología
El tesorito y junto a otros caseríos cercanos se ubican al sur del Río Iñaque.

## Accesibilidad y transporte
El Tesorito se encuentra a 19,6 km del Pirehueico a través de la Ruta 203.